# Victor Garaygordóbil Berrizbeitia
Victor Garaygordóbil Berrizbeitia (Abadiano, 17 oktober 1915 – Bilbao, 24 april 2018) was een Spaans bisschop van de Rooms-Katholieke Kerk.

## Biografie
Berrizbeitia werd in 1943 tot priester gewijd. In 1957 werd hij apostolisch administrator van de territoriale prelatuur Los Ríos. Eind 1963 werd hij door paus Paulus VI tot prelaat van Los Rios benoemd en titulair-bisschop van Pudentiana. In 1964 werd hij tot bisschop gewijd. Na 18 jaar ging hij in 1982 met emeritaat. 
- Biblioteca Nacional de España: XX5566533
- Virtual International Authority File: 7145541700396600478
- WorldCat: E39PBJcgwRKkDfhfpTHYwyR9Xd